# Körber AG
A hamburgi székhelyű Körber AG egy stratégiai menedzsment holding, amely az négy üzleti területtel rendelkezik: Digital, Pharma, Supply Chain és Technologies. A csoport 2023-ben 2,9 milliárd euró árbevételt ért el, világszerte több mint 100 telephelyen több mint 12 000 alkalmazottal.

## Történelem

### 1946-tól 1992-ig
Kurt A. Körber 1946. július 14-én indította el az első üzletet Hamburgban. 1947. február 1-jén megalapította a Hauni Maschinenfabrik Körber & Co. KG (1958-tól: Hauni-Werke Körber & Co. KG). A kezdetben kizárólag dohányipari gépek gyártásával foglalkozó vállalat 1953-ban új telephelyre költözött, a bergedorfi kerületbe. Egy évvel később már több mint 1000 embert foglalkoztatott. A konszern nemzetközi terjeszkedése 1948-ban kezdődött, amikor a száműzetésben élő Eric M. Warburg segített Körbernek felvenni a kapcsolatot az amerikai cigarettagyártókkal. 1951-ben Körber gépei sikert arattak egy amszterdami dohányipari kiállításon. 1953-ra cége termékeinek 80 százalékát exportálta, és a Hauni-üzemek gépeit 48 országban használták. 1955-ben a vállalat gyárat alapított a virginiai Richmondban, amelyet a hatvanas évek közepéig további üzemek követtek.
A vállalat diverzifikációja 1970-ben kezdődött, amikor megvásárolta a Hamburg-Lokstedt-ben működő, papírfeldolgozó gépeket gyártó E. C. H. Willt. Az új üzletág 1976-ban a Womako Maschinenkonstruktion GmbH (Stuttgart) felvásárlásával erősödött meg. Helmut Schmidt német kancellár kérésére a Körber 1978-ban megvásárolta a bergedorfi Blohm csiszológépgyártót amely a vállalat harmadik üzletágának magjaként szolgált.  1983-ban a Schaudt Maschinenbau GmbH (Stuttgart és Ellwangen) felvásárlása szintén szélesebb alapokra helyezte a vállalatot. Az 1980-as évek közepén a konszern először érte el az egymilliárd DM feletti forgalmat. 1987. június 17-én a konszernt átszervezték a Körber AG megalapításával, amelybe a Hauni-Werke Körber & Co. KG-t beolvasztották.

### 1992 óta
Az alapító Kurt A. Körber 1992. augusztus 10-én bekövetkezett halála után a Körber AG tulajdonjoga a Körber Alapítványra szállt. Az alapítvány 1981. január 1-jén jött létre az 1959-ben alapított Kurt A. Körber Alapítvány és az 1969-ben alapított Hauni Alapítvány egyesülésével. Körber haláláig az alapítvány 34,9 százalékos részesedéssel rendelkezett. Azóta a konszern éves osztalékát teljes egészében a Körber Alapítványnak fizetik ki.
1995-ben a Körber AG menedzsment holdinggá alakult, amely a konszern akkori három üzletágát felügyelte.1995-ben a Schleifring, azaz a csiszológépek üzletága az 1990-es években nyomás alatt volt az átszervezési költségek, az árfolyamok, az ingadozó nyersanyagárak és az iparágban zajló kemény árháború miatt. A papírfeldolgozó divízió ezekben az években bővült, többek között két olasz, papírzsebkendő-termékek gyártásával és csomagolásával foglalkozó vállalat megvásárlásával, továbbá egy borítékok és egyéb papírtermékek gyártásával foglalkozó gépgyártó cégbe való belépéssel illetve többségi részesedéssel. 2012-ben a Körber elidegenítette több papírfeldolgozó gépekkel foglalkozó leányvállalatát, köztük az E. C. H. Willt.
2002-ben a vállalat új piacra lépett, a gyógyszeripari termékek csomagolásának piacára. A következő években ezt a szegmenst felvásárlásokkal tovább bővítették és 2009 óta önálló üzletág.
Számos átszervezési intézkedés eredményeként a Körber 2015-ben hét üzletágra oszlott: Automatizálás, logisztikai rendszerek, szerszámgépek, gyógyszeripari rendszerek, higiéniai termékek, dohányipar és társult vállalkozások. 2017-ben hozzáadódott a Körber Digital üzletág, amely a konszern digitalizálásával és új digitális üzleti modellek fejlesztésével foglalkozik. 2017-ben a Körber Digital üzletágat eladták. 2022 szeptembere óta a Csoport az üzletágakkal és vállalatokkal együtt egy márkanév alatt működik: Körber. 2023-ban a vállalat eladta a "Tissue" üzletágat a finn Valmet vállalatnak.

## A konszern felépítése
A konszern négy üzleti területen tevékenykedik:
- A Digitális üzletág (Digital) a teljes konszern digitális fejlesztésével foglalkozik, és új digitális üzleti modelleket fejleszt.
- A Gyógyszeripari üzletág (Pharma) megoldásokat kínál a gyógyszerkészítmények gyártási, vizsgálati és csomagolási folyamataihoz, valamint e termékek nyomon követhetőségéhez.
- Az Ellátási lánc üzletág (Supply Chain) a logisztikai technológiákra összpontosít. A szolgáltatások köre magában foglalja a szoftvereket, az automatizálási megoldásokat, a hangalapú alkalmazásokat, a robotikát és a szállítási rendszereket.
- Technologies a gépek, berendezések, szoftverek, mérőműszerek és aromák területére vonatkozó ajánlatokért felelős. Ez az üzletág szolgáltatásokat is fejleszt, különösen a luxusélelmiszer-ipar számára.[31]

## Fordítás
Ez a szócikk részben vagy egészben  a   Körber (Unternehmensgruppe) című német Wikipédia-szócikk fordításán alapul.  Az eredeti cikk szerkesztőit annak laptörténete sorolja fel. Ez a jelzés csupán a megfogalmazás eredetét és a szerzői jogokat jelzi, nem szolgál a cikkben szereplő információk forrásmegjelöléseként.